# Ostrówki (województwo łódzkie)
Ostrówki – wieś w Polsce położona w województwie łódzkim, w powiecie kutnowskim, w gminie Dąbrowice.
Wieś królewska w starostwie przedeckim w powiecie łęczyckim województwa łęczyckiego w końcu XVI wieku. W latach 1975–1998 miejscowość administracyjnie należała do województwa płockiego.